# Уорд, Линд
Линд Кендалл Уорд (англ. Lynd Kendall Ward; 26 июня 1905[…], Чикаго, Иллинойс — 28 июня 1985, Рестон, Виргиния) — американский художник и график.

## Жизнь и творчество

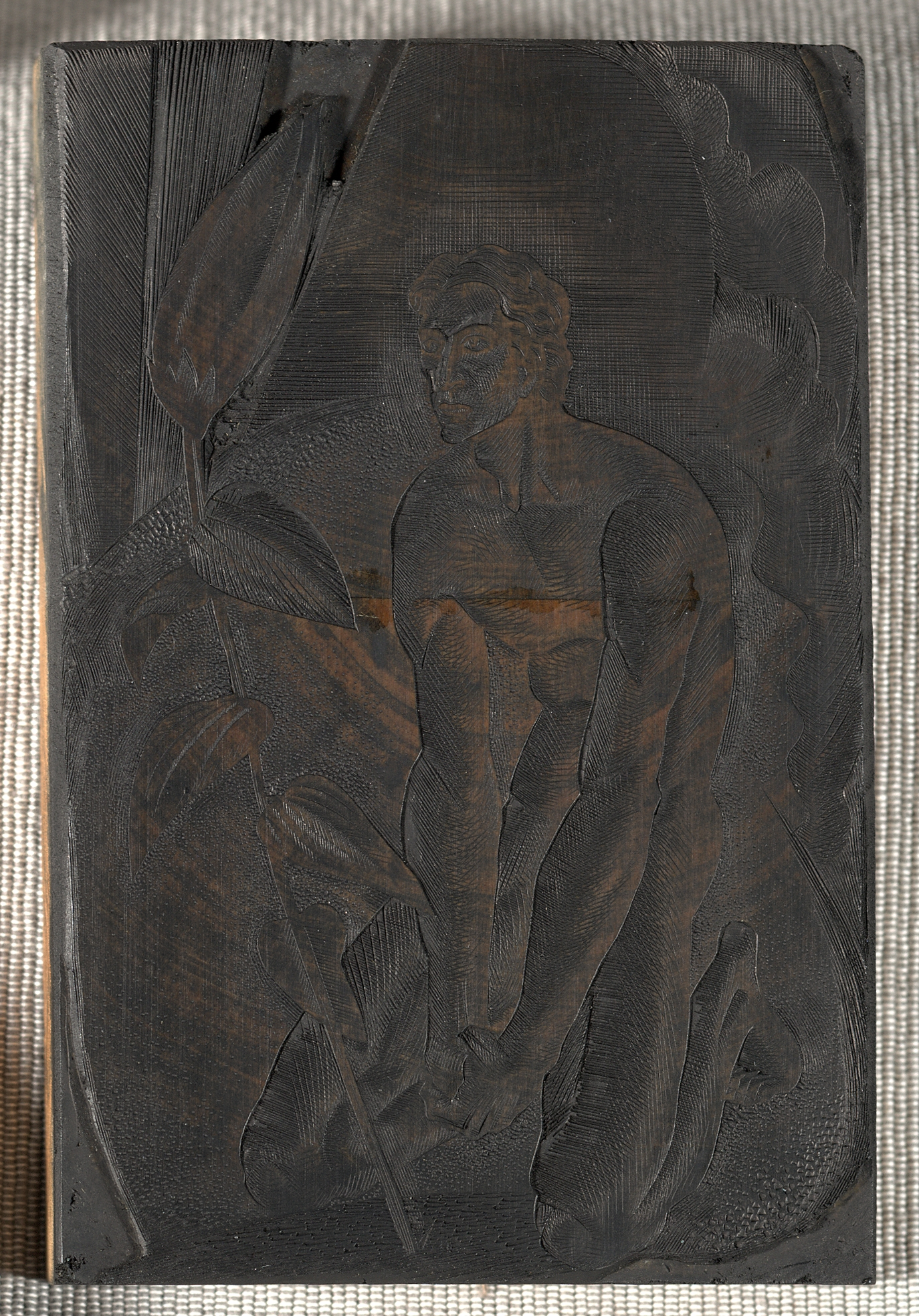
Л. К. Уорд Прелюдия к миллиону лет, доска 29

Линд Уорд был сыном методистского проповедника, правозащитника и попутчика коммунистов Гарри Ф. Уорда. Детство его прошло в различных штатах — в Массачусетсе, Иллинойсе и Нью-Джерси. Уорд решил стать художником ещё в раннем возрасте (по его собственному утверждению, после того, как он прочитал «наоборот» свою фамилию (получилось draw). Изучал искусство в Колумбийском университете в Нью-Йорке. Во время учёбы Уорд знакомится со своей будущей женой, Мэй Мак-Нир. После завершения образования в 1926 году они сочетаются браком и уезжают в Европу, где Уорд, при лейпцигской Высшей художественной школе, изучает технику печати и буквенную графику. Познакомившись с творчеством бельгийского ксилографа Франса Мазереля, американский художник перенял его идею создания бестекстовых книг-иллюстраций. Первая книга Л. Уорда такого рода, чисто графическая новелла Человек Богов (Gods' Man), вышла в свет в октябре 1929 года, в ту неделю, когда разразился мировой экономический кризис. Всего художник выпустил шесть таких, построенных на гравюрах по дереву, книг. Последняя, Вертиго (Vertigo), вышла в 1937 году, и была наиболее сложной по исполнению.
За свою жизнь Л. К. Уорд иллюстрировал около 200 книг, некоторые из которых были написаны его женой Мэй. Хотя художник считается «отцом графической новеллы», в которой он использовал ксилографию, он также охотно работал и с другими техниками — акварелью, тушью, масляными красками, увлекался литографией и проч. Талантливый график, Уорд был весьма востребованным иллюстратором в книгоиздательском бизнесе — в частности, он длительное время сотрудничал (с 1938 года) с компанией Heritage Limited Editions Club, специализировавшейся на классической литературе. Придерживаясь крайне левых политических взглядов, сторонник социализма, Уорд не скрывал их и в своём творчестве.
Л. К. Уорд был членом Национальной Академии Дизайна, Общества иллюстраторов, Американского общества графического искусства. Лауреат различных почётных премий, среди них — премия библиотеки Конгресса за его ксилографии, медаль Калдекотта за иллюстрации к детской книге The Biggest Bear, и др. Шесть проиллюстрированных им книг получили почётный диплом медали Ньюбери, и две — медаль Ньюбери. С 1979 года художник жил в Рестоне, штат Виргиния.
Первая «графическая новелла» Gods' Man (1929) Л. Уорда создана во взаимопроникновении таких разных стилей, как модерн и экспрессионизм, в ней чувствуется влияние таких мастеров, как Франс Мазерель и Отто Нюкель.

### Графические книги
- Gods' Man (1929)
- Madman’s Drum (1930)
- Wild Pilgrimage (1932)
- Prelude to a Million Years (1933)
- Song Without Words (1936)
- Vertigo (1937)

В Wild Pilgrimage художник показывает тяжёлое положение негритянского населения в США, его симпатии коммуниста к угнетённому чёрному народу видны и в иллюстрировании работы Хильдегард Х. Свифт North Star Shining: A Pictorial History of the American Negro (1947). В 1973 году Уорд выпускает свою детскую книжку «без слов», выполненную в серых тонах, под названием Серебряный пони (The Silver Pony), в которой также изображает негритянские и индейские персонажи.
В 1972 году все шесть «графических новелл» выходят в издательстве Абрамс под общим названием Storyteller Without Words. В этом выпуске художник сопровождает свои истории краткими пояснениями.
В наследии художника после его смерти были обнаружены ещё 26 ксилографий из его последней, неоконченной книги (всего должно было быть сделано 44 листа). Они были опубликованы в 2001 году как Lynd Ward’s Last, Unfinished, Wordless Novel.

## Галерея
- Биография Л. К. Уорда, библиотека Рутгерского университета
- иллюстрация к «Silent Beauty» Кристофера Капаццолы, In These Times, 14 октября, 2005 Архивная копия от 21 ноября 2008 на Wayback Machine
- Л.Уорд Company Town, Музей искусств Колумбуса
- http://www.bpib.com/lyndward.htm Избранные работы Л. К. Уорда
- Иллюстрации Линда Уорда к Франкенштейну Мэри Шелли